# 戦闘歩兵章
戦闘歩兵章（Combat Infantryman Badge）は、アメリカ陸軍軍人に与えられる徽章である。

## 解説
この徽章は陸軍歩兵、陸軍特殊部隊隊員に限り与えられるものである。徽章授与基準としては敵と直接的に交戦したか、敵との交戦に直接的に関与したか、もしくは敵の攻撃を受けたかである。11月15日、1943年に制定されて以来、現在も授与され続けている。対テロ戦争従事兵士への徽章授与は2021年8月30日に終了している。